# Elementos do Grupo 6
O grupo 6 (6B) da tabela periódica é o grupo conhecido como “Grupo do Crômio”. É constituído pelos seguintes elementos:
- Crômio (24Cr)
- Molibdênio (42Mo)
- Tungstênio (74W)
- Seabórgio (106Sg) (sintético)